# Kvorning
Kvorning er en by i Midtjylland med 201 indbyggere i byområdet (2020), beliggende 3 km vest for Hammershøj, 22 km vest for Randers, 5 km nordøst for Ørum Sønderlyng og 22 km øst for Viborg. Byen hører til Viborg Kommune og ligger i Region Midtjylland. I 1970-2006 hørte byen til Tjele Kommune-
Kvorning hører til Kvorning Sogn. Kvorning Kirke ligger i den sydlige ende af byen.

## Faciliteter
Kvorning Forsamlingshus har plads til 120 gæster i den store sal, som har scene, og 40 gæster i den lille sal. Der er service til 120 personer.

## Historie
Målebordsbladene viser en gruppe Tinghøje 1½ km øst for Kvorning og en Galgebakke 200 meter længere mod øst lige på den anden side af grænsen til Hammershøj Sogn.
I 1901 beskrives Kvorning således: " Kvorning (i Knytlingesaga: Kornung), ved Landevejen, med Kirke, Skole, Forsamlingshus (opf. 1894), Mølle og Teglværk."
Der var kirke, men ikke præstegård, for Kvorning Sogn var ligesom Hammershøj Sogn anneks til Vorning Sogn og havde altså ikke egen præst. Disse 3 sogne udgjorde indtil kommunalreformen i 1970 Vorning-Kvorning-Hammershøj sognekommune.

### Telefoncentralen
I Kvorning blev der i 1916 oprettet telefoncentral med 17 abonnementer. Centralen blev nedlagt i 1966, hvor de 77 abonnenter blev overført til den automatiske central i Hammershøj.

### Jernbanen
Kvorning fik trinbræt med sidespor på Mariager-Fårup-Viborg Jernbane (1927-65). På banens tracé er der anlagt en 7½ km lang asfalteret sti mellem Hyldemosevej i Hammershøj og Vingevej i Ørum. Den passerer få hundrede meter nord for Kvorning. Trinbrættet lå på vestsiden af Nymarksvej, og perronkanten er der endnu.